# (8853) Gerdlehmann
(8853) Gerdlehmann ist ein Asteroid des Hauptgürtels, der am 9. April 1991 vom deutschen Astronomen Freimut Börngen an der Thüringer Landessternwarte Tautenburg (IAU-Code 033) in Thüringen entdeckt wurde.
Der Asteroid wurde am 8. Dezember 1998 nach dem deutschen Amateurastronomen Gerhard Lehmann (* 1960) benannt, der zusammen mit Jens Kandler die an der Sternwarte Drebach in Sachsen erstellten Fotoplatten auswertete.